# Uche Nsonwu-Amadi
Uchenna Nsonwu-Amadi, detto Uche (Lagos, 17 gennaio 1978), è un ex cestista nigeriano.

## Palmarès
- Coppa di Francia: 1

ASVEL: 2007-08